# Phoenix Rising (groupe)
Pour les articles homonymes, voir Phoenix Rising.
Phoenix Rising, parfois appelé Fire and Ashes, est un groupe espagnol de power metal, originaire d'Alcorcón, dans la communauté de Madrid. Le groupe a avoué dans certaines interviews être influencé par des groupes tels que Stratovarius, Rhapsody of Fire, Galneryus ou Sonata Arctica.

## Histoire

### Quinta Enmienda
Phoenix Rising est formé en 2007 sous le nom de Quinta Enmienda, en tant que premier prix du concours musical ¿Y tú qué tocas ?, ils enregistrent une première démo et à partir de là, ils commencent à se déplacer sur les scènes locales.
En 2009, ils sont sélectionnés pour participer à un concert hommage au manager Javier Gálvez (avec des groupes nationaux comme Saratoga, Muro et Medina Azahara) où ils jouent devant plus de 5 000 spectateurs. Leur performance lors de cet hommage attire l'attention du producteur Fernando Asensi (Opera Magna) qui collborera ensuite à l'enregistrement de leur premier album Ne Bis In Idem en février 2010. Ce premier album sort en mai 2010 et peu avant le départ du claviériste « Patxi » Quintanilla, qui est remplacé par Jesús M. Toribio. Pour promouvoir l'album, le groupe joue dans de nombreux festivals dans le centre de l'Espagne, parmi lesquels Getafe Sonisphere (2010), Power Alive Fest, et Granito Rock.

### Phoenix Rising et Fire and Ashes
Début 2011, le groupe commence à travailler sur son prochain album et les premières démos réussissent à convaincre Karl Walterbach (anciennement Noise Records et frontman de Sonic Attack) de leur proposer un contrat. Après une discussion intense, Quinta Enmienda change son nom en Phoenix Rising afin de démarrer un projet international, qui les amènera à enregistrer leur prochain album MMXII en espagnol et en anglais. MMXII sort finalement en mars 2012,,.
En avril 2012, le groupe annonce un contrat avec le label japonais Hydrant Music (3 Inches of Blood, Firewind, Lullacry, To/Die/For) et grâce à ce label, l'album est promu au Japon avec du contenu bonus. Après une tournée intense, le groupe retourne aux studios Scud Records pendant l'été 2013 pour enregistrer la suite de MMXII. Malgré le plan initial de sortir le nouvel album au cours de l'automne 2013, des problèmes avec le bureau de gestion et des changements importants dans les échelons supérieurs de leurs maisons de disques actuelles, la sortie est retardée à plusieurs reprises. Finalement, le groupe décide d'un commun accord de résilier son contrat avec Sonic Attack (qui fait maintenant partie de SPV) pour revenir à l'autogestion et pouvoir enfin sortir Versus. Le lundi 8 septembre 2014, le groupe publie le clip vidéo du premier single de l'album, Phoenix, sur sa chaîne YouTube officielle. La sortie de Versus est annoncée pour le 20 octobre de la même année.
Après plusieurs années de pause et de travail, ils décident en 2018 de se remettre au travail pour créer leur nouvel album studio. À ce moment-là, le batteur Iván Méndez quitte le groupe et est remplacé par Carlos Vivas (ex-Ocelon, ex-Hiranya, Bloodhunter) qui est enregistré aux NewLife Studios (Madrid) sous les ordres des producteurs José Garrido (Arwen, ex Dark Moor) et Daniel Sabugal (Ebony Ark, Arwen). Pendant l'enregistrement de l'album, le bassiste Sergio Martinez quitte également le groupe et est remplacé par Cristian Rodriguez (Thursday Rock, ex-Buriality). Le nouvel album, intitulé Acta Est Fabula, album concept, sort fin 2021 au label Wormholedeath,.

## Discographie

### Quinta Enmienda
- 2010 :  Quinta Enmienda (single)
- 2010 : Ne Bis In Idem (album)

### Phoenix Rising
- 2012 : MMXII
- 2014 : Versus
- 2021 : Acta Est Fabula